# Lemonia beirutica
Lemonia beirutica är en fjärilsart som beskrevs av Franz Daniel 1965. Lemonia beirutica ingår i släktet Lemonia och familjen fältspinnare, Brahmaeidae. Inga underarter finns listade i Catalogue of Life.